# Beneath... Between... Beyond...
Beneath... Between... Beyond... è una raccolta del gruppo musicale statunitense Static-X, pubblicato nel 2004 dalla Warner Bros. Records.

## Descrizione
Contiene demo, remix e cover di alcune canzoni non pubblicate negli album precedenti dal gruppo.

## Tracce
1. Breathe – 2:32
2. Deliver Me – 2:37
3. Anything But This – 4:03
4. S.O.M. – 3:22
5. Down – 3:15
6. Head – 2:46
7. So Real – 5:40
8. Crash – 3:35
9. Push It (JB's Death Trance Mix) – 3:32
10. I'm with Stupid (Paul Barker Remix) – 4:32
11. Burning Inside – 4:14 – originariamente interpretata dai Ministry
12. Behind the Wall of Sleep – 3:32 – originariamente interpretata dai Black Sabbath
13. Gimme Gimme Shock Treatment – 2:03 – originariamente interpretata dai Ramones
14. I Am (Demo) – 2:55
15. Love Dump (Demo) – 4:28
16. Get to the Gone (Live Rehersal Demo) – 2:30
17. New Pain (Demo) – 2:49
18. Otsegolectric (Demo) – 2:53

## Formazione
- Wayne Static – voce, chitarra
- Tony Campos – basso, cori
- Nick Oshiro – batteria